# El Comercial Vinícola Español
El Comercial Vinícola Español va ser una publicació quinzenal sobre vinicultura editada a Igualada els anys 1911 i 1912.

## Descripció i continguts
Portava el subtítol Órgano por abonamento, especial para comerciantes en vinos y frutas establecidos en Alemania y Suiza, de caràcter puro comercial.
Joan Llucià s'encarregava de la redacció i l'administració, al carrer de Costiol, núm. 9, i s'imprimia als tallers de la Viuda de M. Abadal.
El número 1 es va publicar l'1 de gener de 1911 i l'últim, el 41, l'1 de setembre de 1912. Estava imprès a dues columnes, amb un format de 32 x 22 cm.
Era una revista especialitzada en viticultura. Hi havia articles sobre la producció de vins, sistemes d'anàlisi, legislació, preus de mercats i notícies curtes. S'hi van publicar alguns articles en francès i en la secció d'anuncis també n'hi havia en alemany, cosa força insòlita en una publicació igualadina.
El director era G. Bertran.

## Localització
- Biblioteca Central d'Igualada. Plaça de Cal Font. Igualada (col·lecció completa i relligada).